# Iblomorpha
Ordre
Synonymes
- Ibliformes Buckeridge & Newman, 2006[1]

Les Iblomorpha sont un ordre de crustacés cirripèdes du super-ordre des Phosphatothoracica. 

## Systématique
L'ordre des Pedunculata décrit par Lamarck est désormais obsolète, et a été divisé en quatre ordres, dont celui des Iblomorpha.
Pour le WoRMS, l'ordre des Iblomorpha a été créé en 2006 par les biologistes américains John Stewart Buckeridge (d) et William Anderson Newman (d),.
Pour d'autres sources comme l’ITIS, cet ordre a été créé en 1987 par William Anderson Newman.

## Liste des familles
Selon World Register of Marine Species (2 octobre 2021) :
- famille Iblidae Leach, 1825
- famille Idioiblidae Buckeridge & Newman, 2006

## Publication originale
- (en) John S. Buckeridge et William A. Newman, « A revision of the Iblidae and the stalked barnacles (Crustacea: Cirripedia: Thoracica), including new ordinal, familial and generic taxa, and two new species from New Zealand and Tasmanian waters », Zootaxa, Magnolia Press (d), vol. 1136, no 1,‎ 27 février 2006, p. 1-38 (ISSN 1175-5334 et 1175-5326, OCLC 49030618, DOI 10.11646/ZOOTAXA.1136.1.1, lire en ligne).